# Apanteles philippinensis
Apanteles philippinensis är en stekelart som beskrevs av William Harris Ashmead 1904. Apanteles philippinensis ingår i släktet Apanteles och familjen bracksteklar. Inga underarter finns listade i Catalogue of Life.